# Sea Isle City
Sea Isle City és una població dels Estats Units a l'estat de Nova Jersey. Segons el cens del 2007 tenia 2.929 habitants.

## Demografia
Segons el cens del 2000, Sea Isle City tenia 2.835 habitants, 1.370 habitatges, i 794 famílies. La densitat de població era de 497,5 habitants/km².
Dels 1.370 habitatges en un 15,5% hi vivien nens de menys de 18 anys, en un 48,2% hi vivien parelles casades, en un 6,9% dones solteres, i en un 42% no eren unitats familiars. En el 37,4% dels habitatges hi vivien persones soles el 18,5% de les quals corresponia a persones de 65 anys o més que vivien soles. El nombre mitjà de persones vivint en cada habitatge era de 2,07 i el nombre mitjà de persones que vivien en cada família era de 2,71.
Per edats la població es repartia de la següent manera: un 15,7% tenia menys de 18 anys, un 5,1% entre 18 i 24, un 20,8% entre 25 i 44, un 31,4% de 45 a 60 i un 27,1% 65 anys o més.
L'edat mediana era de 51 anys. Per cada 100 dones de 18 o més anys hi havia 89,6 homes.
La renda mediana per habitatge era de 45.708 $ i la renda mediana per família de 62.847 $. Els homes tenien una renda mediana de 42.713 $ mentre que les dones 31.375 $. La renda per capita de la població era de 28.754 $. Aproximadament el 6,4% de les famílies i el 7,6% de la població estaven per davall del llindar de pobresa.

## Poblacions més properes
El següent diagrama mostra les poblacions més properes.